# My Favorite Martian
Meu Marciano Favorito (Brasil) / O Meu Marciano Favorito (Portugal) (em inglês: My Favorite Martian) é  uma sitcom da televisão americana exibida pela rede CBS de 29 de setembro de 1963 a 4 de setembro de 1966. Teve 107 episódios (75 em preto e branco, 1963-1965, 32 a cores, 1965-1966). O programa era estrelado por Ray Walston como Tio Martin O'Hara (o marciano) e Bill Bixby como Tim O'Hara.

## Enredo
Um extraterrestre de aparência humana numa nave de um lugar cai próximo a Los Angeles, Califórnia. O piloto da nave, oriundo de Marte torna-se náufrago na Terra. Tim O'Hara, um jovem repórter para o The Los Angeles Sun, retornava da Base da Força Aérea dos EUA em Edwards (onde tinha ido acompanhar o vôo do X-15) rumo a Los Angeles quando viu a espaçonave caindo.
Tim aceita o marciano como seu colega de quarto e apresenta-o como seu tio Martin. O tio recusa-se a revelar quaisquer habilidades marcianas a outras pessoas além de Tim, a fim de evitar publicidade (ou pânico), e Tim concorda em manter a identidade de Martin em segredo enquanto o marciano tenta consertar sua nave. Tio Martin possui vários poderes incomuns: pode acionar duas antenas retráteis e tornar-se invisível; ele é telepata e pode ler mentes; ele pode levitar objetos movendo o dedo; e comunica-se com os animais.
Martin também constrói diversos dispositivos avançados, tais como uma máquina do tempo que transporta Tim e o marciano de volta à Inglaterra medieval e outras épocas e lugares, tais como St. Louis em 1849, os primeiros dias de Hollywood, e até traz Leonardo da Vinci e Jesse James para o presente. Outro dispositivo que ele constrói é um "separador molecular" que pode dispersar as moléculas de um objeto físico, ou rearranjá-las (um esquilo foi transformado num humano). Outro dispositivo podia coletar memórias e armazená-las em formato de pílula para "redescobrí-las" mais tarde. Outro dispositivo podia criar duplicatas.
Tim e Tio Martin moram num apartamento alugado por uma senhoria simpática porém desmiolada, a Sra. Lorelei Brown, que constantemente aparece quando não desejada. Mais tarde, ela namora um policial à paisana, o Detetive Bill Brennan, que detesta Martin e tem sérias suspeitas a respeito dele.
Enquanto as duas primeiras temporadas foram filmadas em preto e branco, a última foi filmada a cores, provocando poucas mudanças no cenário e formato do programa. Além dos poderes extraterrestres demonstrados nas duas primeiras temporadas, Martin parecia ser capaz de fazer muito mais nesta, como por exemplo fazer crescer barba a fim de arranjar-lhe e a Tim disfarces rápidos, e levitar com o nariz. O superior de Brennan, o chefe de polícia, esteve envolvido em vários episódios da terceira temporada, geralmente como desculpa para embaraçar o exageradamente dedicado detetive.
O nome verdadeiro de Martin, Exigius 12 1/2 (revelado no episódio "We Love You, Mrs. Pringle") foi ouvido novamente quando seu sobrinho verdadeiro, Andromeda, fez um pouso forçado na Terra na terceira temporada do programa. Andromeda, concebido a princípio para atrair telespectadores mais jovens para um programa que amadurecia, desapareceu sem explicação após um único episódio e nunca mais foi mencionado nos dois episódios filmados após, ou nos seis episódios filmados antes mas exibidos após (Andromeda tornou-se, contudo, um personagem regular em My Favorite Martian).

## Personagens
- Tio Martin (o marciano), interpretado por Ray Walston
- Tim O'Hara, interpretado por Bill Bixby
- Sra. Brown, interpretada por Pamela Britton
- Sr. Burns, interpretado por J. Pat O'Malley, somente primeira temporada, chefe de Tim no jornal
- Detective Bill Brennan, interpretado por Alan Hewitt, segunda e terceira temporadas
- Chefe de Polícia, interpretado por Roy Engel, somente terceira temporada

## Sequências

### Desenho Animado
Uma série em desenho animado, My Favorite Martians (no Brasil, também chamada de Meu Marciano Favorito) foi realizada pela Filmation e exibida no horário nobre da rede CBS, de setembro de 1973 a setembro de 1975. A série apresentava Martin, Tim, Sra. Brown e Detetive Brennan (bem diferente). Como apelo ao público infantil, Tio Martin tem a companhia de seu sobrinho Andromeda, apelidado "Andy", que tem apenas uma antena (no episódio que introduziu Andromeda na série original, Martin diz que "Andy" já teve outra antena, mas que era "de leite" e tinha caído) e consequentemente menos poderes. A dupla também tem um mascote marciano chamado Okey, espécie de cão pastor pulante com antenas. Nenhum personagem foi dublado pelo elenco original; Jonathan Harris dublou Martin.

### Longa-Metragem
A série sofreu também uma refilmagem como longa-metragem para o cinema em 1999, estrelando Christopher Lloyd como Martin e Jeff Daniels como Tim. Ray Walston também apareceu no filme.  Contudo, o enredo foi alterado: os marcianos tem três braços, três pernas e três olhos, e usam uma pílula ( que também funciona com humanos), para assumir forma humana. O filme faz uma referência à série original quando o personagem de Christopher Lloyd diz que veio à Terra procurar por um grande cientista marciano que caíra aqui em 1964 (mas não Exigius 12 e 1/2).

## Galeria

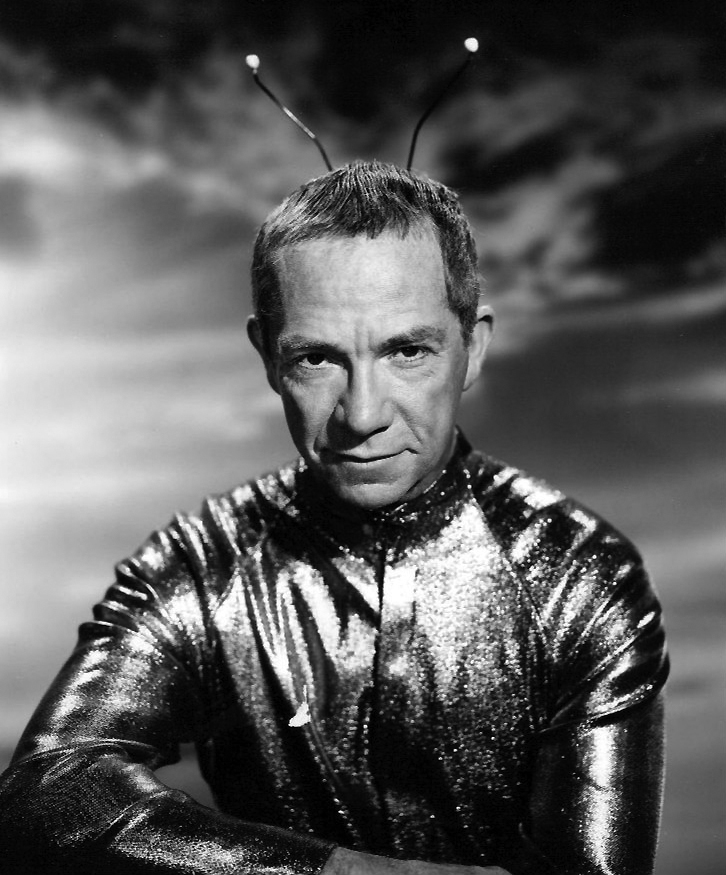
Ray Walston como Tio Martin.
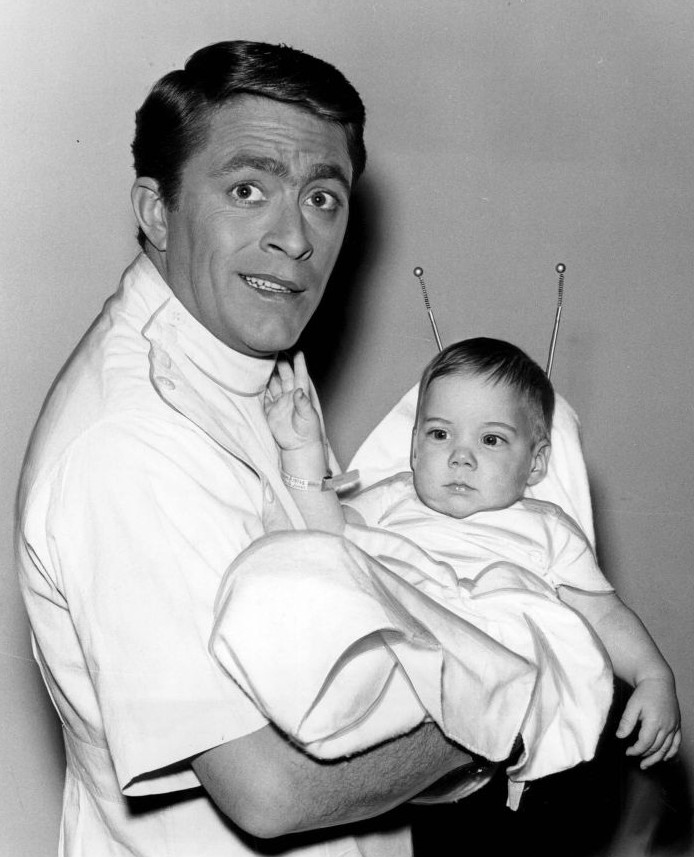
Bill Bixby como Tim O'Hara.